# 索略
索略（法語：Saulieu，法語發音：[soljø]），法国东部城市，勃艮第-弗朗什-孔泰大区科多尔省的一个市镇，隶属于蒙巴尔区，其市镇面积为32.03平方公里，2022年1月1日时人口数量为2,269人，在法国城市中排名第4,564位。
索略位于科多尔省西部，莫尔旺山区东部，是一个区域性的中心城市，被认为“莫尔旺首府”，多条公路在此交汇。索略亦因贝尔纳·卢瓦索餐厅而闻名。

## 地名来源
“索略”一名最初于公元二世纪时以“Sidolocus”的形式被记载，该名称大致意为“湖畔的两个军营”，其具体来源尚不清楚。

## 历史
根据当地官方网站的论述，索略在距今约四至五千年的古典时期就已形成聚落。当地民间亦有认为索略来源于凯尔特人部落，但该观点尚未得到考证。中世纪中期，索略为天主教欧坦教区的一处领地，该区域多次遭遇外敌入侵，环绕镇中心的城墙于14世纪建成。17世纪时，索略出现了多个教会，当地的城墙于1775年被拆除。法国大革命后，索略成为科多尔省的一个市镇。工业革命期间，连接阿瓦隆和欧坦之间的铁路线建成通车。普法战争及第一次世界大战期间，索略均遭到了一定程度的破坏。

## 地理

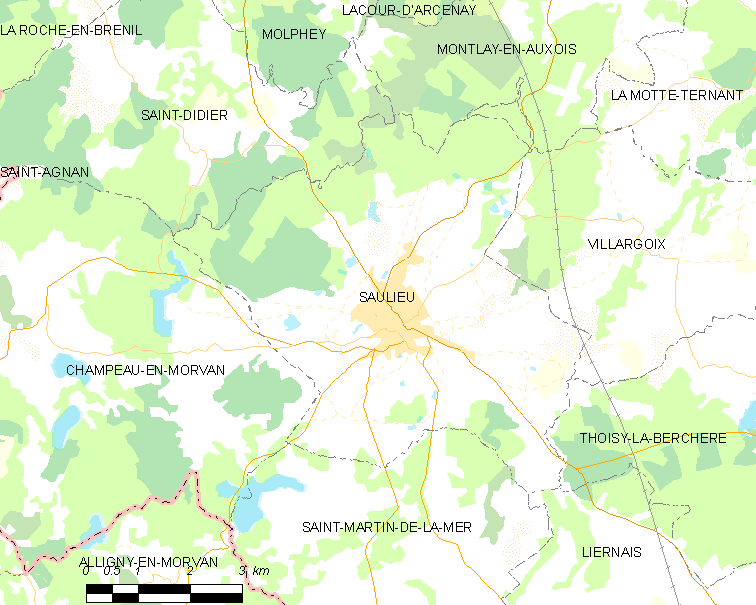
索略市镇范围地图

索略位于法国东部，勃艮第-弗朗什-孔泰大区中西部和科多尔省西部，距离省会第戎大约73公里。与索略接壤的市镇包括：欧苏瓦地区蒙莱、圣马丹德拉梅尔、莫尔旺地区尚波、列奈、圣迪迪耶、图瓦西拉贝谢尔、维拉尔瓜。

### 地形
索略位于莫尔旺山东部腹地，境内以丘陵为主，市镇中心地势较为平坦，全境海拔在394到596米之间。

### 水文
索略位于塞纳河与卢瓦尔河两大流域的分水岭地带，境内有多处水塘。

### 植被
索略属于温带阔叶混交林区，同时也是莫尔旺自然保护区的覆盖范围，市镇范围北部有大片林地分布。
在鲜花城市的评比中，索略被评为2星级鲜花城市。

### 气候
索略在柯本气候分类法中属于温带海洋性气候，因当地海拔相对较高，故又有一定的大陆性或山地气候特征。

## 行政区划
索略是法国勃艮第-弗朗什-孔泰大区科多尔省的一个市镇，编号为21584。索略隶属于蒙巴尔区、科多尔省第四选区以及欧苏瓦地区瑟米尔县，同时也是索略市镇公共社区的办公驻地。
法国国家统计与经济研究所（简称）在进行数据统计时，未将索略划入任何城市核心区、城市区以及城市辐射区（Aire d'attraction）内。此外，还将索略市镇整体看作一个“块区”（IRIS），以便于统计人口分布情况。

## 交通

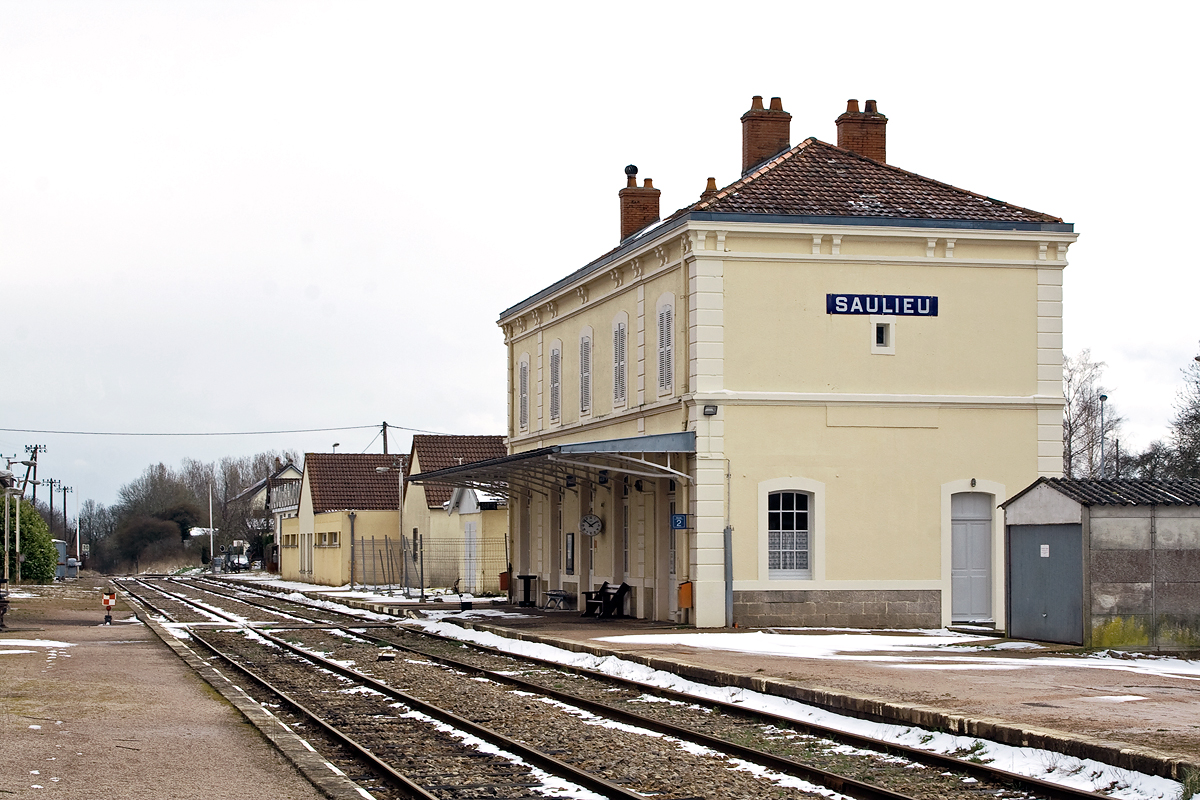
索略火车站（2008年）

### 公路
科多尔省省道D15线、D80线、D906线、D977Bis线和D980线在索略境内交汇。勃艮第-弗朗什-孔泰大区下属的城际客运提供巴士线路，可前往周边部分市镇。
2018年，55.7%的索略家庭拥有至少一辆私人汽车。2019年，索略境内共发生各类交通事故1起，造成1人遇难，1人受伤。

### 铁路
索略位于克拉旺-巴扎尔讷－德拉西圣卢铁路上，该铁路已于2011年停止客运，自2015年起彻底关闭。
距离索略最近的运营中的重要客运铁路车站为46公里外的蒙巴尔站，该站停靠往返于巴黎和米卢斯一线的高速列车。

### 航空
距离索略最近的民用航空站为多勒机场，距离索略市中心的公路里程约125公里。

### 城市公共交通
截至2021年11月，索略暂无城市公共交通系统。

## 政治

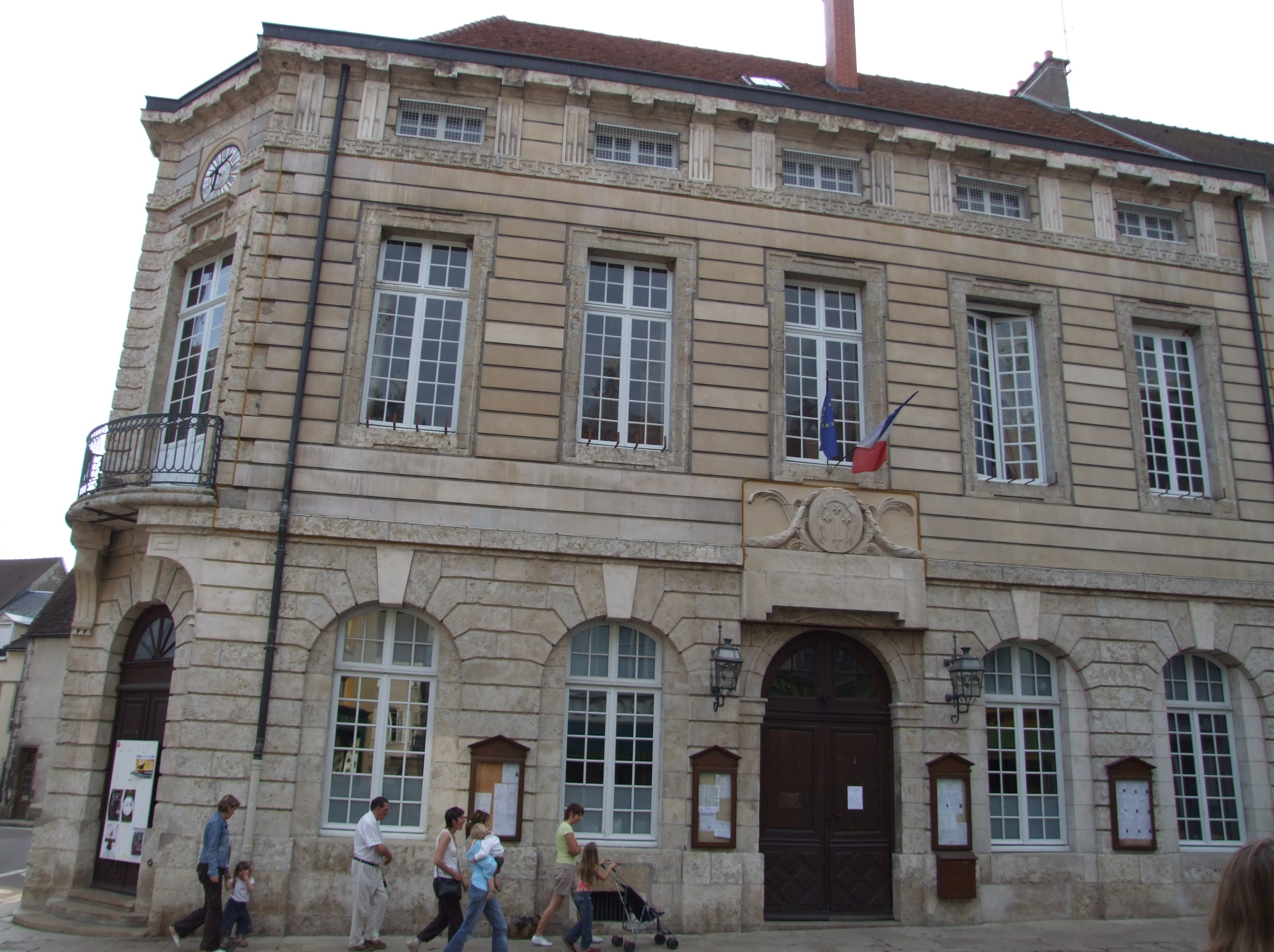
索略市政厅

索略的现任市长为让-菲利普·梅兰先生（Jean-Philippe Meslin），他是一名右翼无党派人士，在2020年的市政选举中获得了63.46%的支持率。
在2017年的法国总统大选中，法国第25任总统埃马纽埃尔·马克龙在索略获得了51.53%的支持率。

## 人口
2018年，索略市镇人口数量为2,385，在法国排名第4,564位。其中男性1,104人，女性1,281人，75岁及以上人口占14.8%，外籍人口数量为548人，人口密度为74人/平方公里，当地居民被称为（男性）或（女性）。2019年，索略境内出生18人，死亡人口47人。
| 年份   | 1946  | 1954  | 1962  | 1968  | 1975  | 1982  | 1990  | 1999  | 2006  | 2007  | 2008  | 2013  | 2018  |
| ------ | ----- | ----- | ----- | ----- | ----- | ----- | ----- | ----- | ----- | ----- | ----- | ----- | ----- |
| 人口數 | 3,061 | 3,202 | 3,269 | 3,303 | 2,946 | 3,084 | 2,917 | 2,837 | 2,643 | 2,616 | 2,588 | 2,490 | 2,385 |

## 经济
索略是一个区域性的中心城市。截止2021年11月，当地共有各类用人单位（包含自雇）486家，平均历史为21年，其中9883.%为中小型企业（PME）。（手工制品）、（建筑）及（传统餐饮）是当地2020年营业额最高的三个企业，分别为7,405,073欧元、4,824,599欧元和3,796,969欧元。

## 财政与居民收入
2019年，索略的财政收入总额为3,143,340欧元，财政支出总额为2,582,830欧元，当年的债务总额为1,203,280欧元。2021年，索略共获得766,342欧元的国家财政补助，比上一年减少了0.35%。
2019年，索略的人均月收入总额为1,903欧元，其中高级职员为3,469欧元，低于法国平均水平（4,230欧元）；中级职员为2,099欧元，低于法国平均水平（2,411欧元）；普通职员为1,645欧元，亦低于法国平均水平（1,740欧元）。
2018年，索略境内的青壮年（15至64岁）失业率为14.1%，当地44.9%的家庭拥有纳税资格，平均纳税1,988欧元，低于法国平均水平（3,888欧元）。

## 社会事务

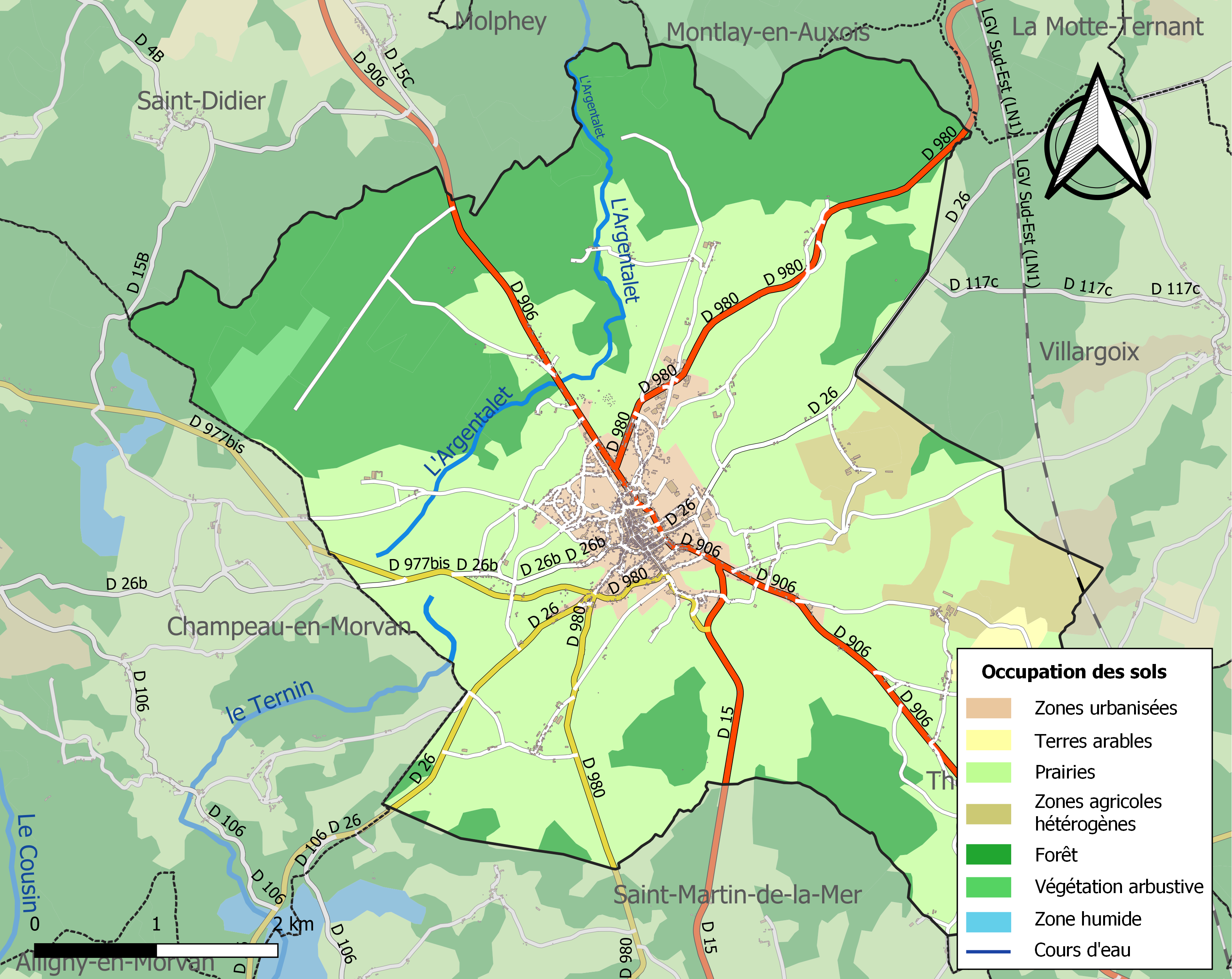
索略土地利用情况地图

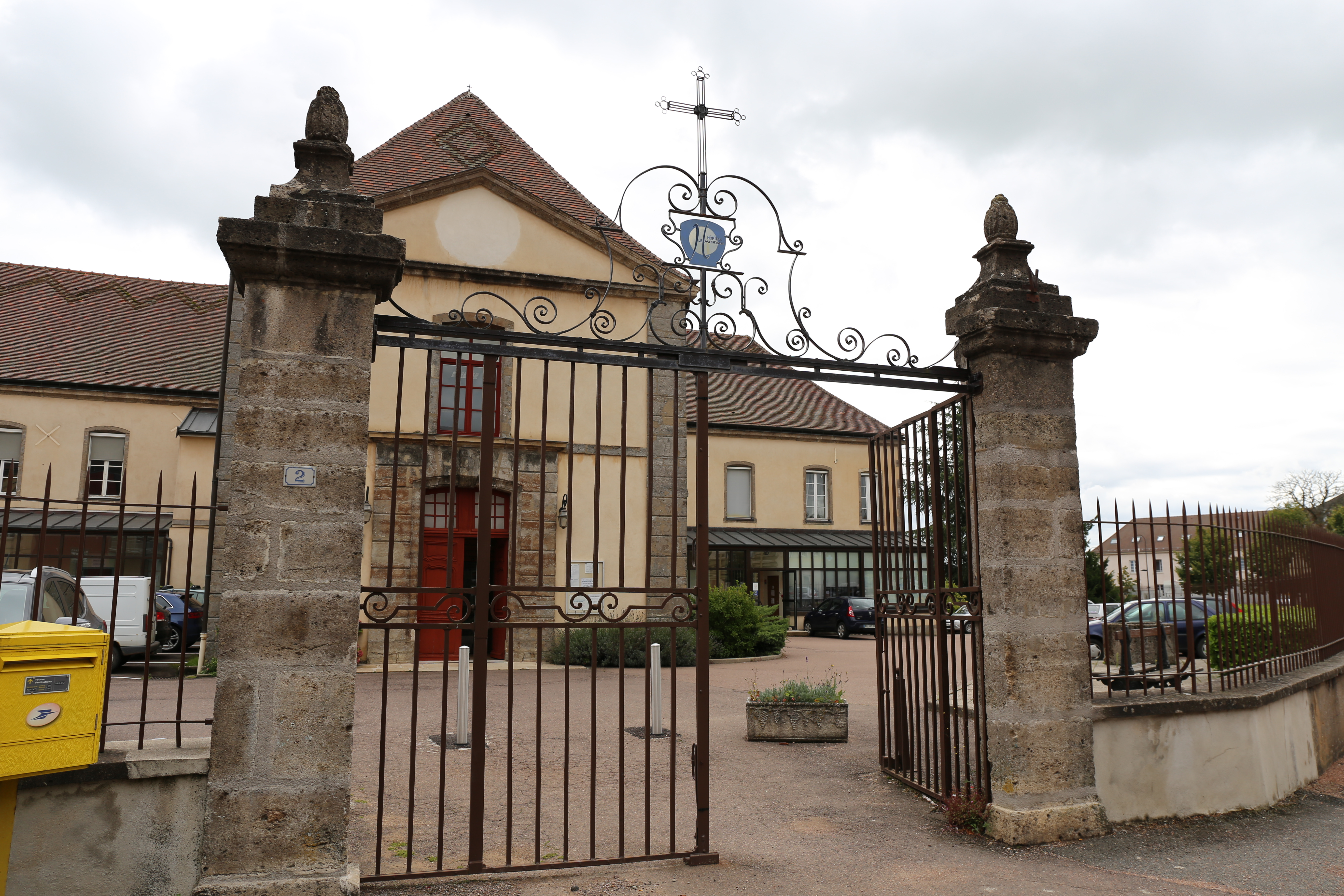
索略医院

### 教育
索略属于第戎学区。截止2020年1月1日，索略境内共有1所幼儿园、1所小学、1所初级中学和1所农业高中。2018至2019学年度，索略境内共有在校中等教育阶段学生223名。

### 医疗
截止2020年1月1日，索略境内共有全科医生1名、保健师5名、牙医2名、护士15名和助产士1名。境内共有药房2家、养老院2家。
上科多尔省中心医院（Centre Hospitalier de la Haute Côte-d'Or）是法国的一个区域性医疗机构，其主病区位于蒙巴尔，另在索略市区设有一个含67个床位的病区，后者是当地规模最大的公立综合性医院。

### 住房
2018年，索略境内共有各类住房1,646套，其中62.7%为独立式居民区，37.1%为集中式居民区。常住房屋占索略市镇范围内居民建筑总量的73.0%。
在住房保障政策方面，2020年，索略境内共有277户家庭获得了住房经济补助，受益人数占总人口数量的11.6%，其中256份为房租补助。

### 商业
2019年，索略境内共有各类实体商铺111家，其中餐厅9家、大型超市3家、杂货店1家、面包房4家、肉铺3家、书店1家、银行门店6家、美容美发店4家、汽车维修店11家。市区北部建有一家奥乐齐超市。

### 体育
2020年，索略境内共有1家游泳池、1间体育馆、1座综合体育场、3处网球场、1处马术场、1处足球或橄榄球场以及1处篮球或排球场。
截至2021年11月，莫尔旺前进体育俱乐部（E.S. Morvandelle）是索略境内唯一的注册足球队，2021至2022赛季参加科多尔省足球联赛。

### 环境
索略的环境事务由其所属的公共社区负责。2019年，索略境内暂无污染企业。

### 治安
2019年，索略市镇范围内有1处宪兵队。
索略所在地是蒙巴尔宪兵总队的管辖范围。2020年，该宪兵总队辖区内共266个市镇累计发生各类案件1,880起，其中盗窃类案件755起，经济类案件243起，毒品交易类案件174起。

## 文化
2020年，索略境内共有1家电影院和1家博物馆。索略市政府提供多媒体中心，向公众全年开放。

### 建筑
索略境内有多处法国国家文物保护单位，其中圣昂多什大教堂和圣萨蒂南教堂是当地的地标性建筑物。

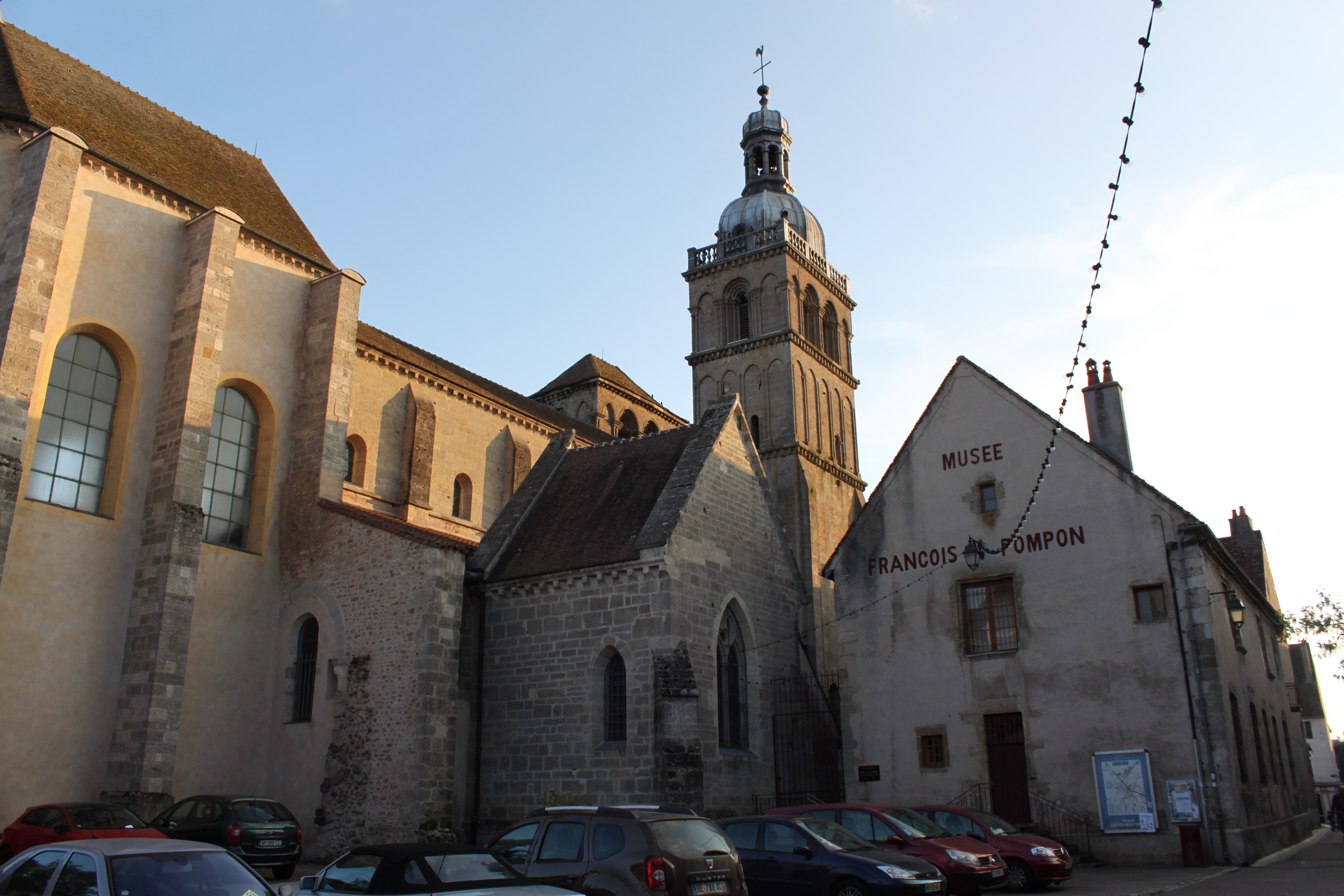
圣萨蒂南教堂（法语：Église Saint-Saturnin de Saulieu）
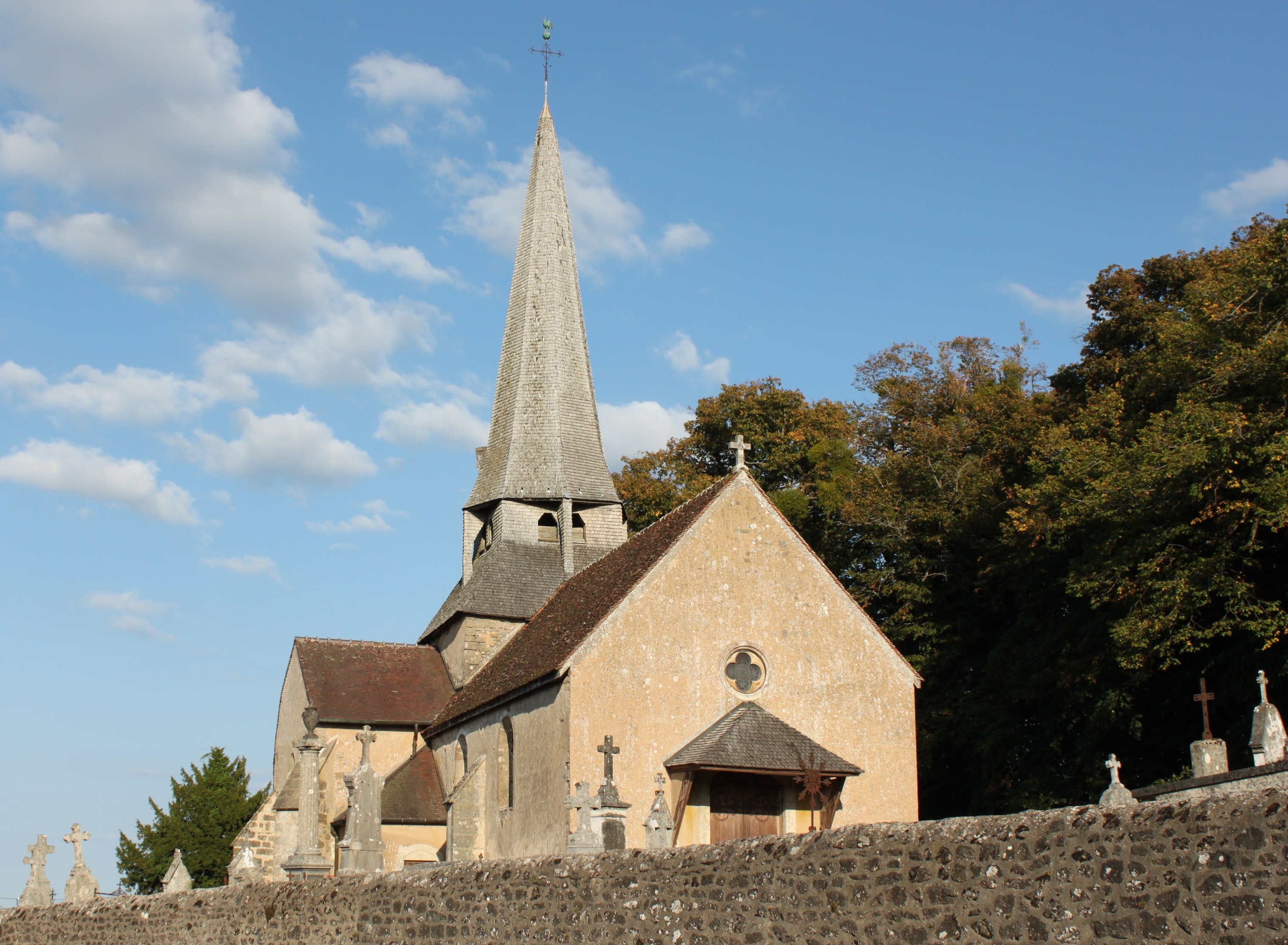
圣萨蒂南教堂（法语：Église Saint-Saturnin de Saulieu）
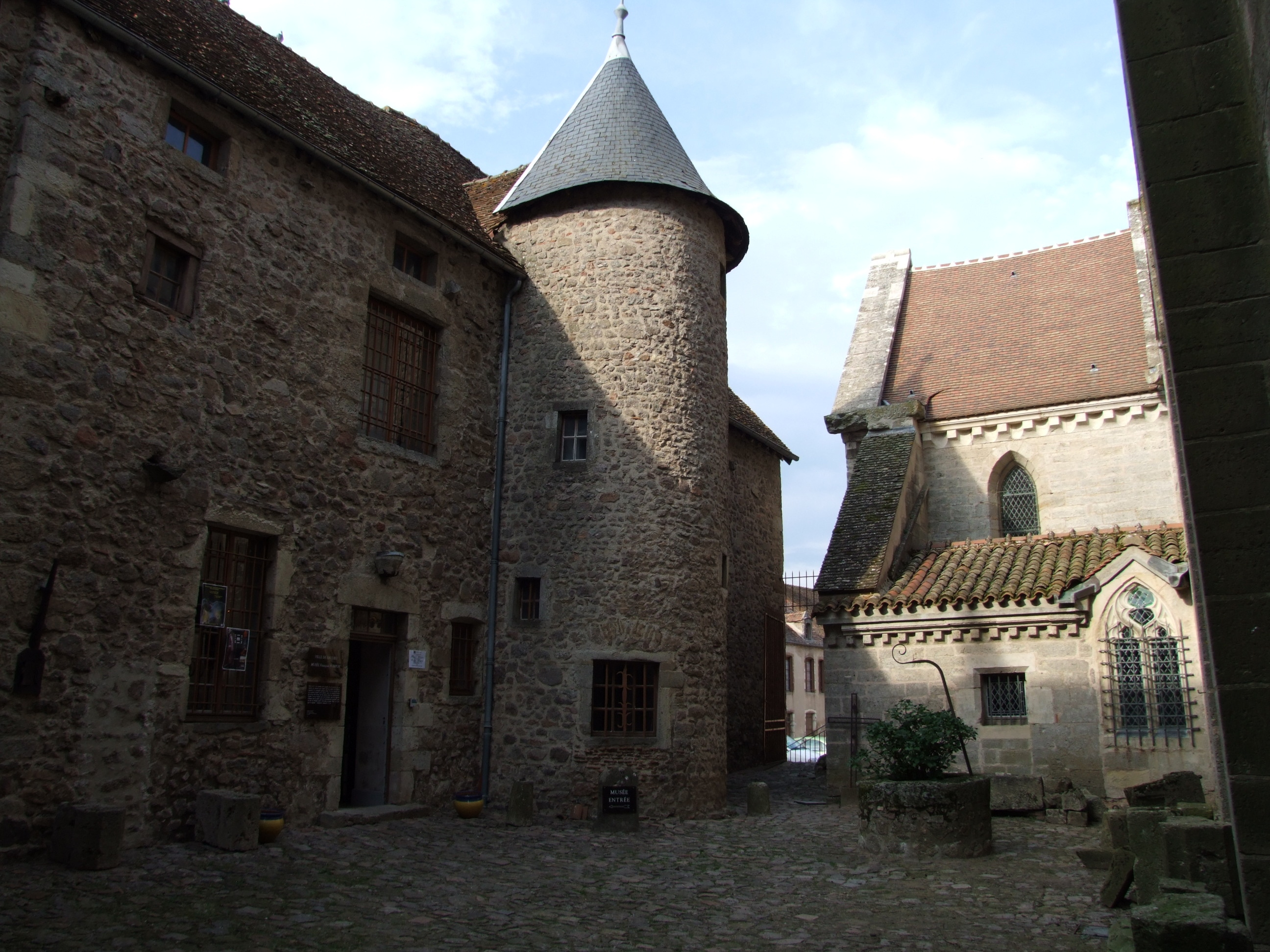
索略博物馆
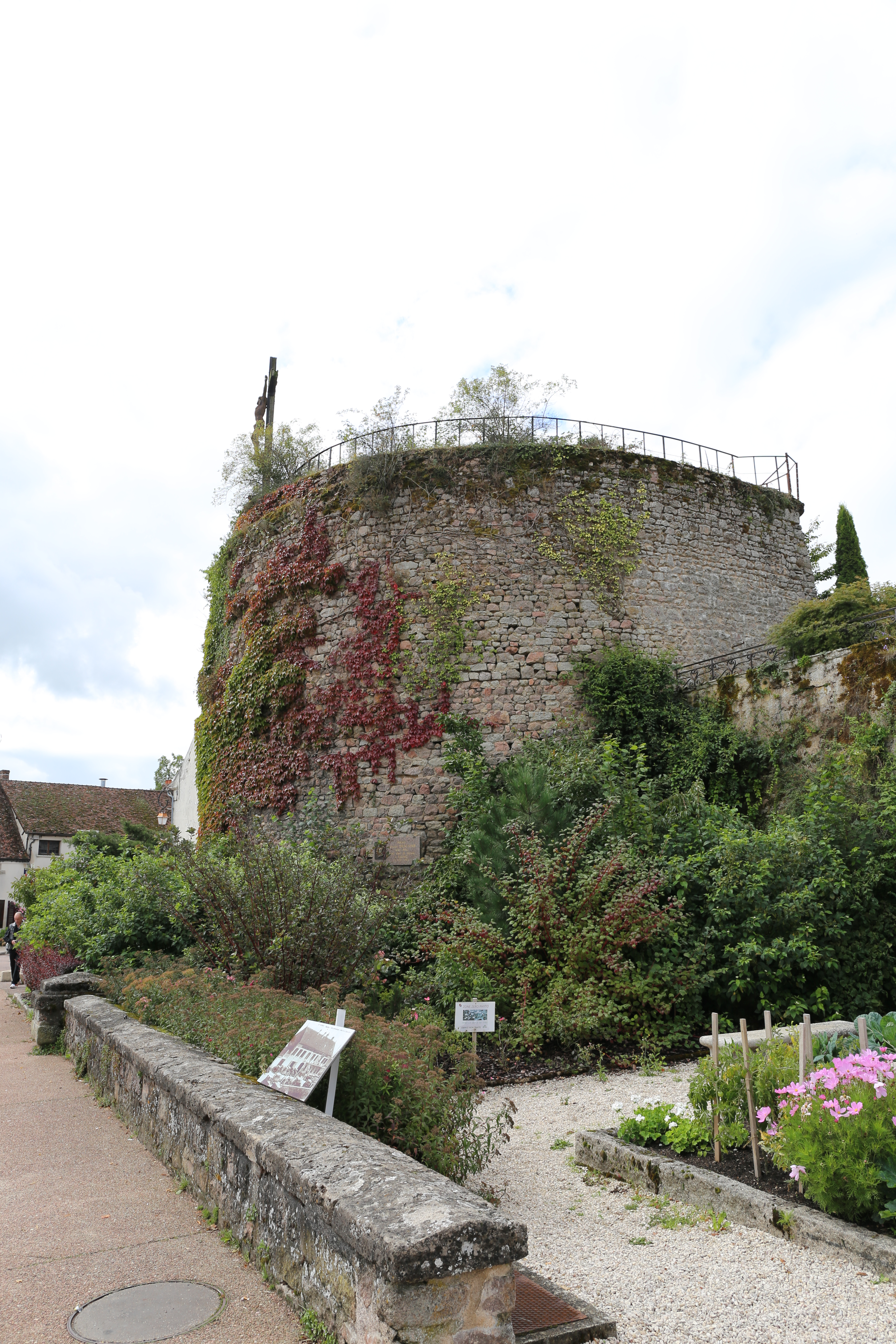
欧苏瓦塔
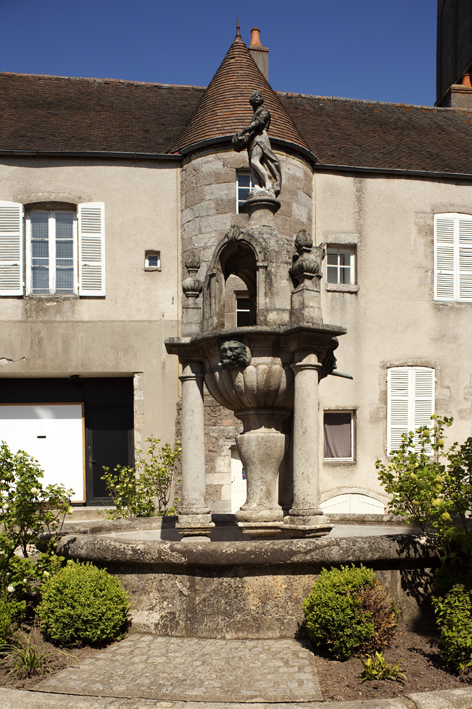
圣昂多什喷泉
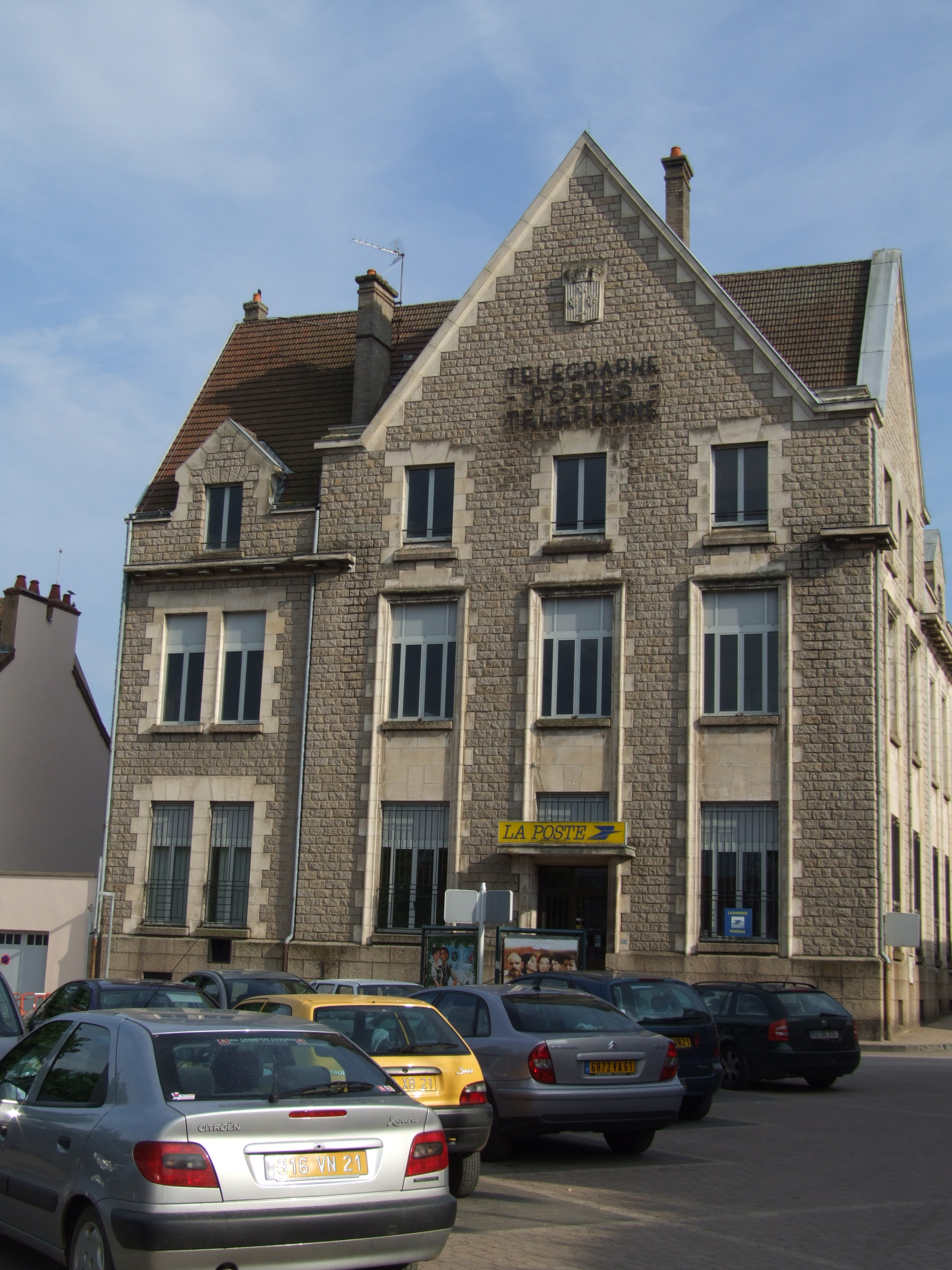
邮政中心
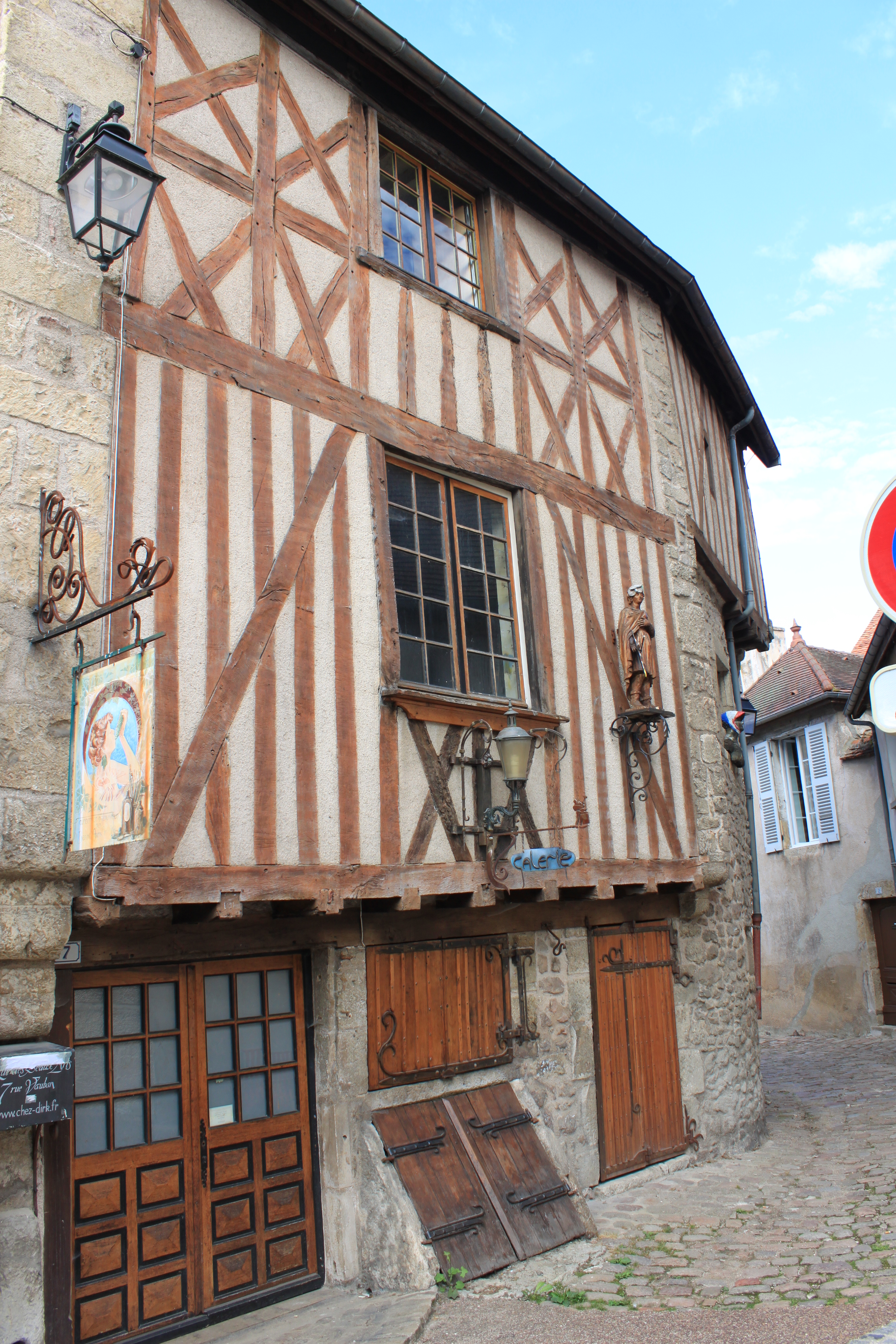
民居

### 旅游
索略的旅游事务由其所属的公共社区负责。2021年，索略境内共有6家酒店共计122间房间；另有1个露营地，可容纳共100辆露营车。

### 媒体
法国主要的媒体均可在索略接收，法国电视三台下属的勃艮第-弗朗什-孔泰大区频道在部分时段播出索略所属区域的地方新闻。

## 友好城市
截至2021年11月，索略共与三座城市互为友好城市关系：
- 德国 高-阿尔格斯海姆
- 比利时 菲利普维尔
- 義大利 卡普里诺韦罗内塞